# Basquetebol na Universíada de Verão de 2025
O basquetebol na Universíada de Verão de 2025 foi disputado em Duisburgo, em Essen e, em Hagen, na Alemanha, entre 18 e 26 de julho de 2025.

## Sedes
As sedes onde foram disputadas as partidas:
- Walter-Schädlich-Halle, em Duisburgo
- Grugahalle — arena esportiva coberta, em Essen
- Ischelandhalle, em Hagen

## Calendário
| Basquetebol | Julho | Julho | Julho | Julho | Julho | Julho | Julho | Julho | Julho | Julho | Julho | Julho | Eventos |
| Basquetebol | 16    | 17    | 18    | 19    | 20    | 21    | 22    | 23    | 24    | 25    | 26    | 27    | Eventos |
| ----------- | ----- | ----- | ----- | ----- | ----- | ----- | ----- | ----- | ----- | ----- | ----- | ----- | ------- |
|             |       |       |       |       |       |       |       |       |       | 1     | 1     |       | 2       |

|  | Dia de competição |  | Dia de final |

## Medalhistas
| Evento    | Ouro       | Prata              | Bronze       |
| --------- | ---------- | ------------------ | ------------ |
| Masculino | BRA Brasil | USA Estados Unidos | LTU Lituânia |
| Feminino  | CHN China  | USA Estados Unidos | HUN Hungria  |

## Quadro de Medalhas
| Atualizado em 22h 19min de 31 de julho de 2025 (UTC) | v d e |

| Ordem | País               | Medalha de ouro | Medalha de prata | Medalha de bronze |   |
| ----- | ------------------ | --------------- | ---------------- | ----------------- | - |
| 1     | BRA Brasil         | 1               |                  |                   | 1 |
| 1     | CHN China          | 1               |                  |                   | 1 |
| 3     | USA Estados Unidos |                 | 2                |                   | 2 |
| 4     | HUN Hungria        |                 |                  | 1                 | 1 |
| 4     | LTU Lituânia       |                 |                  | 1                 | 1 |